# Xã Mountain Home, Quận Baxter, Arkansas
Xã Mountain Home (tiếng Anh: Mountain Home Township) là một xã thuộc quận Baxter, tiểu bang Arkansas, Hoa Kỳ. Năm 2010, dân số của xã này là 19.659 người.